# キンタンポの滝
キンタンポの滝（キンタンポのたき、Kintampo waterfalls）はガーナ、ボノ・イースト州にある滝。

## ギャラリー

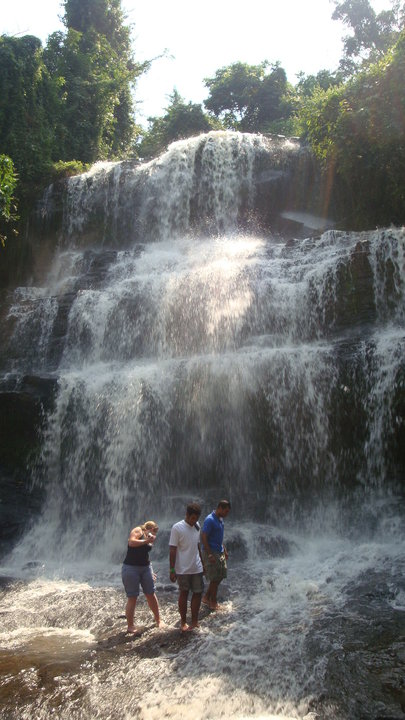
正面
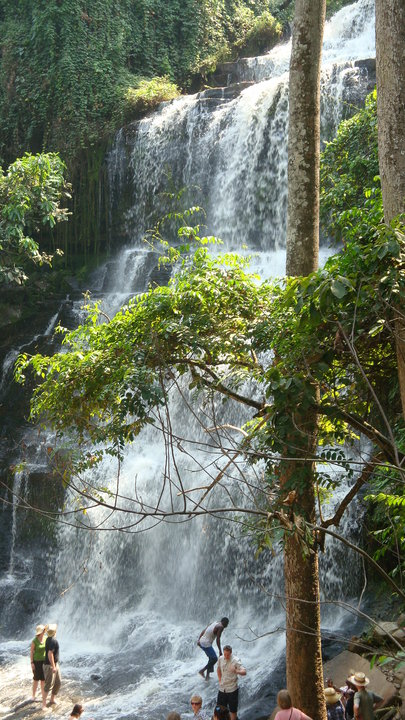
側面
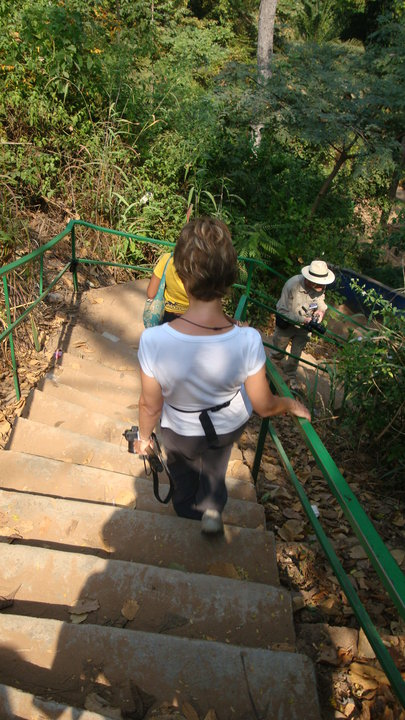
滝に至る階段

## 事故
2017年3月19日、暴風雨の影響で滝沿いの数本の木が倒れ、遊泳中の20人が死亡した。